# Brusilovova ofenzíva
Brusilovova ofenzíva (rusky: Брусиловский прорыв, Brusilovskij proryv, doslova: „Brusilovův průlom“), známá také jako červnový postup nebo bitva o Halič-Volyň, probíhala od června do září 1916 a byla největším vojenským úspěchem Ruského impéria během první světové války a zároveň jednou z nejkrvavějších ofenzív v dějinách. Historik Graydon Tunstall označil Brusilovovu ofenzívu za nejhorší krizi první světové války pro Rakousko-Uhersko a největší vítězství Dohody, ovšem za cenu obrovských ztrát na životech. Byla to pravděpodobně nejúspěšnější ofenzíva celé první světové války. Vítězství vedlo k výraznému posílení morálky ruských vojsk. V roce 1917 plánoval car Mikuláš II. celkovou ofenzívu na celé frontě s cílem definitivně porazit Ústřední mocnosti. Po vítězství se konala Petrohradská konference, na níž se projednávala poválečná struktura světa. I přes obrovské ztráty byla ruská vojska stále posilována novými jednotkami, zvyšoval se počet zbraní a budovaly se nové železnice. Úspěch ofenzívy vedl spojence Ruska k přehodnocení jejich postojů k poválečným územním ústupkům, včetně statusu Anatolie a Bosporu.
Ofenzíva zahrnovala velký ruský útok proti armádám Ústředních mocností na východní frontě. Byla zahájena 4. června 1916 a trvala až do konce září. Odehrávala se ve východní Haliči (dnešní severozápadní Ukrajina), ve Lvovské a Volyňské oblasti. Ofenzíva nese jméno po veliteli jihozápadní fronty ruské imperiální armády, generálu Alexeji Brusilovovi. Šlo o největší a nejničivější ofenzívu války, jejíž důsledky byly dalekosáhlé. Ulevila francouzským silám pod tlakem německého útoku u Verdunu a pomohla zmírnit rakousko-uherský tlak na Italy. Způsobila nenapravitelné ztráty rakousko-uherské armádě a přiměla Rumunsko, aby se nakonec připojilo k válce na straně Dohody. Lidské a materiální ztráty na ruské straně však také významně přispěly k vypuknutí ruské revoluce v následujícím roce. Podle celkových ztrát a nasazených sil se jednalo o největší bitvu první světové války.

## Události před ofenzívou

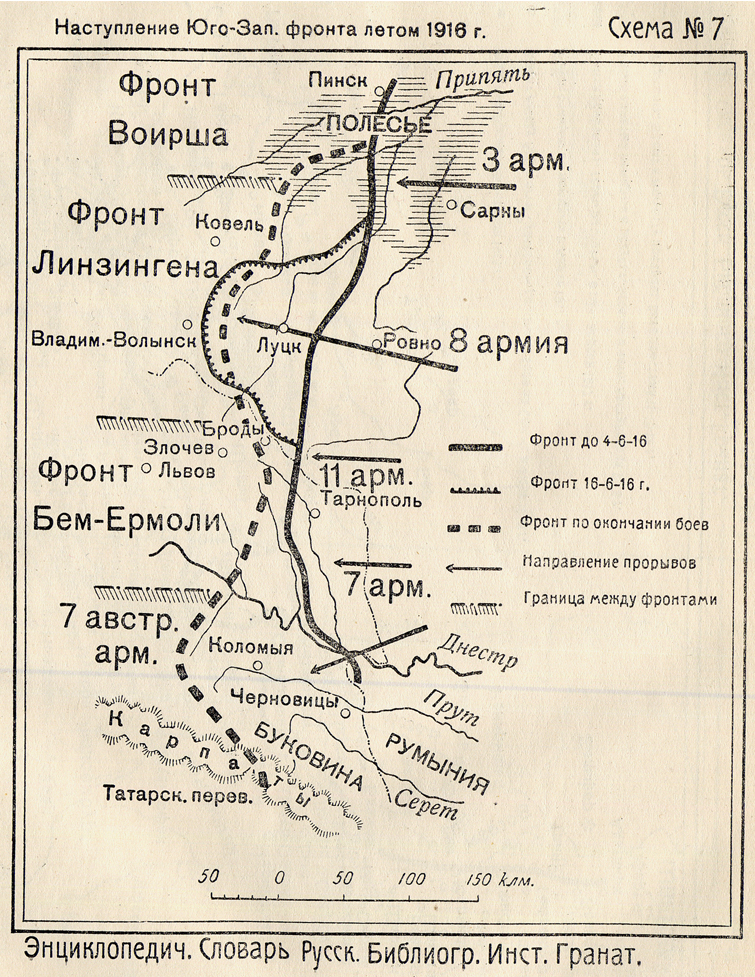
Brusilovova ofenzíva

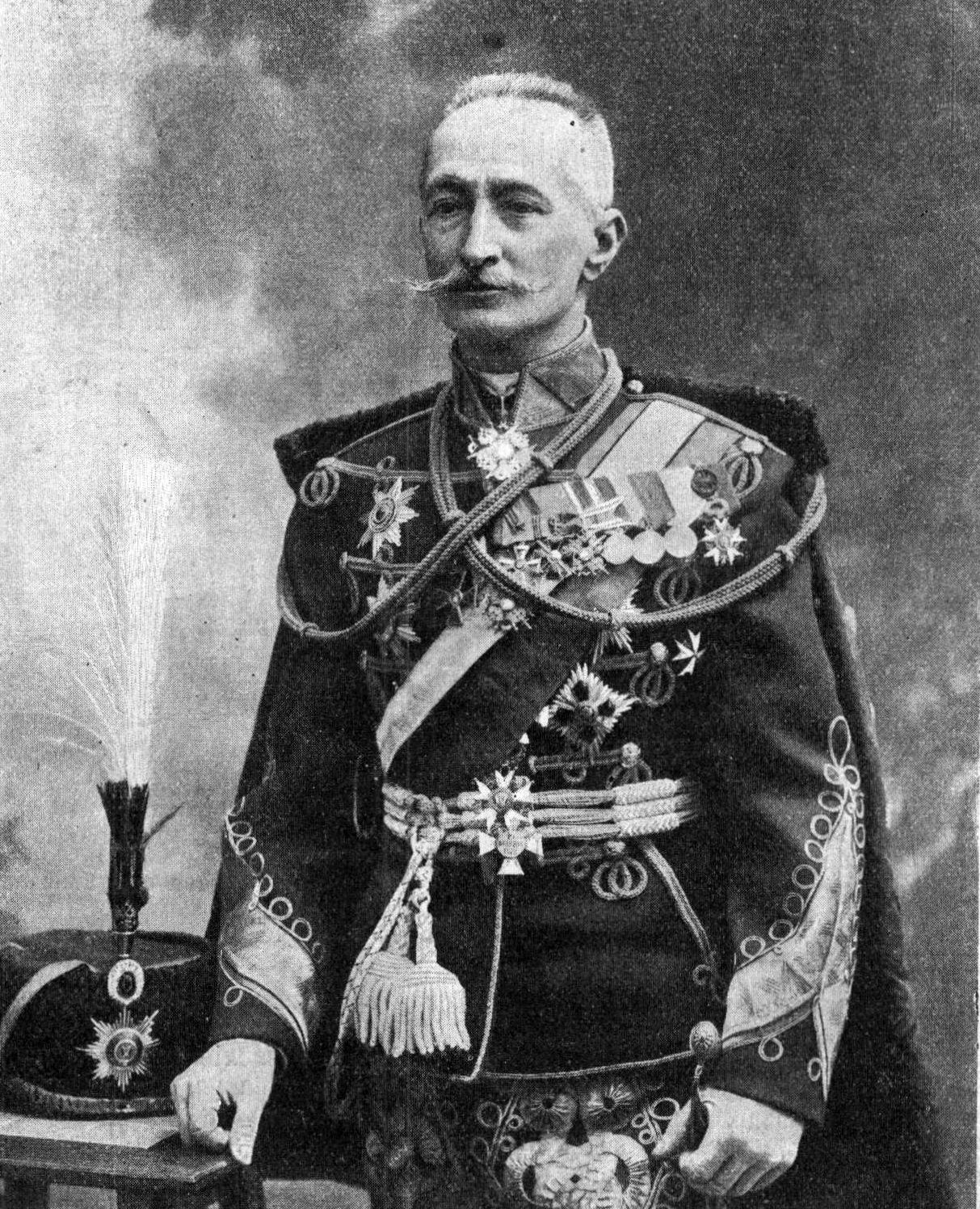
Generál Alexej Brusilov

Ruské armády byly v nešťastných bojích roku 1915 nuceny vyklidit území Polska, Haliče a Pobaltí. Na počátku roku 1916, ještě před únorovou konferencí v Chantilly, stály ruské armády zhruba na linii Rižské předmostí – Freidrichstadt – Naročské jezero – Dubno – řeka Strypa – Dněstr a hranice Bukoviny. Z konference v Chantilly stál před ruskou frontou téměř kolosální úkol. Doplnit ohromné mezery v počtu mužů a v množství zbraní do začátku června, kdy měla být zahájena všeobecná ofenzíva dohodových vojsk. Z funkce vrchního velitele ruských armád byl odvolán velkokníže Nikolaj Nikolajevič a v čele stál car. Byla provedena reorganizace z původních 11 ruských armád do tří frontů, z nichž jihozápadní fronta byla svěřena Brusilovovi.
Když Němci napadli Verdun, stavka se rozhodla pomoci spojencům zahájením východní ofenzívy a tak na sebe připoutat část německé armády. Brusilovova armáda měla zatím zůstat na hranicích s Rumunskem. Zbytek ruské armády zatím neúspěšně bojoval v Litvě proti dobře opevněné německé armádě. Došlo k velkým ztrátám na ruské straně a car nakonec 30. března ruskou ofenzívu zastavil.
Ruská válečná rada zasedající 1. dubna 1916 v Mogilevu rozhodla, že dva fronty vedené generály Kuropatkinem a Evertem, zaútočí na německá vojska a Brusilovova armáda sehraje zatím roli defenzivní. Generál Kuropatkin byl očividně proti ofenzívě. K situaci se měl vyjádřit Brusilov. Generál Alexej Alexejevič Brusilov kritizoval nedostatečnou vybavenost ruské armády. Neviděl důvod proč by se neměl ofenzívy zúčastnit. Kritizoval dosavadní taktiku ruských armád a prohlásil, že hlavní slabinu všech dosud provedených operací vidí v tom, že ruské armády neútočí najednou, po celé délce fronty. Náčelník generálního štábu Alexejev s tím souhlasil, ale nemohl mu slíbit potřebné střelivo.
Po skončení jednání v Mogilevu se Brusilov sešel se svými důstojníky nad mapou Evropy. Vyznačil tužkou všechna místa, kde Němci dosáhli vítězství. Nepřiměřené ztráty lidských životů na ruské straně prohlásil za vinu způsobu válčení. Považoval podmínky pro vedení boje na ruské frontě oproti frontě západní za příznivější. Zákopovou válku nepovažoval podle svého vyjádření za nepřekročitelnou bariéru. Ruská fronta byla daleko širší a početní převaha ruské armády daleko větší než na západní frontě a toho chtěl využít. Brusilov nakreslil svým důstojníkům, jak si představuje svou ofenzívu. Chtěl se vyhnout soustředění dělostřeleckých baterií a vojska v jednom místě. Každá část z Brusilovovy armády bude mít stanoveno pevné místo, kde začne se zákopovými pracemi. V noci budou přivezena děla. Brusilov počítal s tím, že to neunikne pozornosti německého průzkumu, ale když tyto práce budou konány na více místech, nebude moci německá armáda odhadnout, odkud vzejde útok. Za hlavní směr útoku označil město Luck. Chtěl prolomit rakouskou frontu a pak rychlým úderem napadnout nepřátelské armády. Brusilovovi se podařilo pro ofenzívu získat souhlas svých důstojníků a přikázal, aby byly armády připraveny do 10. května.
Generál Brusilov zatím připravoval jihozápadní front na zahájení ofenzívy. Prostřednictvím průzkumných letounů zjistil, že rakouské armády nemají prakticky žádné zálohy a že německé vlaky dovážejí na východní frontu málo střeliva. Snímky mu umožnily dokonale poznat rakouské zákopy a obrannou linii drátěných překážek. Brusilov v obrannou hodnotu rakouských opevnění nevěřil. Věděl, že kdyby postupoval starou taktikou, ruští vojáci by na opevnění narazili. Chtěl přinutit rakouské armády, aby se při protiútoku rozmělnily po celé délce fronty. Tím by rakouská obrana velmi ztratila.
Rusové se přiblížili při kopání svých zákopů až na 300 m k rakouským. Brusilovovi vojáci jeho taktiku pochopili, ale generál Alexejev a stavka nikoli. Z Petrohradu se k Brusilovovi občas donesla kritická zpráva. Nevšímal si jich, protože věděl, že jeho moc je již ohromná a nad ním stál už jen car.
Přípravu ofenzívy skončil Brusilov kolem 10. května a 19. května byl schopen ji zahájit. Tou dobou se však postoj stavky k jeho ofenzívě náhle změnil. Italská vojska jsou pod náporem Rakušanů poražena u Tridentu a Italové požádali cara o ruskou ofenzívu. Alexejev poslal Brusilovovi telegram s požadavkem na zahájení ofenzívy. Brusilov souhlasil, ale kladl si podmínku, že na jeho ofenzívu musí navázat nejpozději do týdne ofenzíva generála Everta. Ten měl být připraven vyrazit až k 1. červnu, a proto Brusilov posunul začátek své ofenzívy na 22. květen. Generál Evert nebyl schopen zahájit ofenzívu do týdne od okamžiku, kdy ji zahájí Brusilov. Podrážděný Brusilov to sdělil Alexejovi, jenž mu rozpačitě odpovídá, že Evert bude snad připraven až 10. června. To znamenalo, že na Brusilova připadlo datum 4. června. 31. května vydala stavka rozkaz k zahájení všeobecné ofenzívy na celé ruské frontě. Zahájit ji měl generál Brusilov, jemuž přišel na pomoc pátý sibiřský armádní sbor. Brusilov měl vést hlavní úder směrem na Luck a po dobytí města se obrátit směrem na Kovel.
Východní fronta, která se táhla v délce 1 200 km od Baltského moře až k rumunským hranicím, byla rozdělena na část německou, sahající až k pripjaťským bažinám a rakouskou, která dosahovala až k řece Prutu. Poměr sil po celé délce fronty vyzníval od počátku ve prospěch armád ruských. Proti 1 800 000 ruských pěšáků a 142 000 příslušníků jezdeckých divizí stálo na straně Německa a především Rakouska pouze 1 005 000 pěšáků a 50 000 příslušníků jezdeckých divizí. Rakušané však měli převahu ve výzbroji. Brusilov si tento nedostatek uvědomoval, a proto vynakládal tolik péče přípravě ofenzívy.

## Ofenzíva

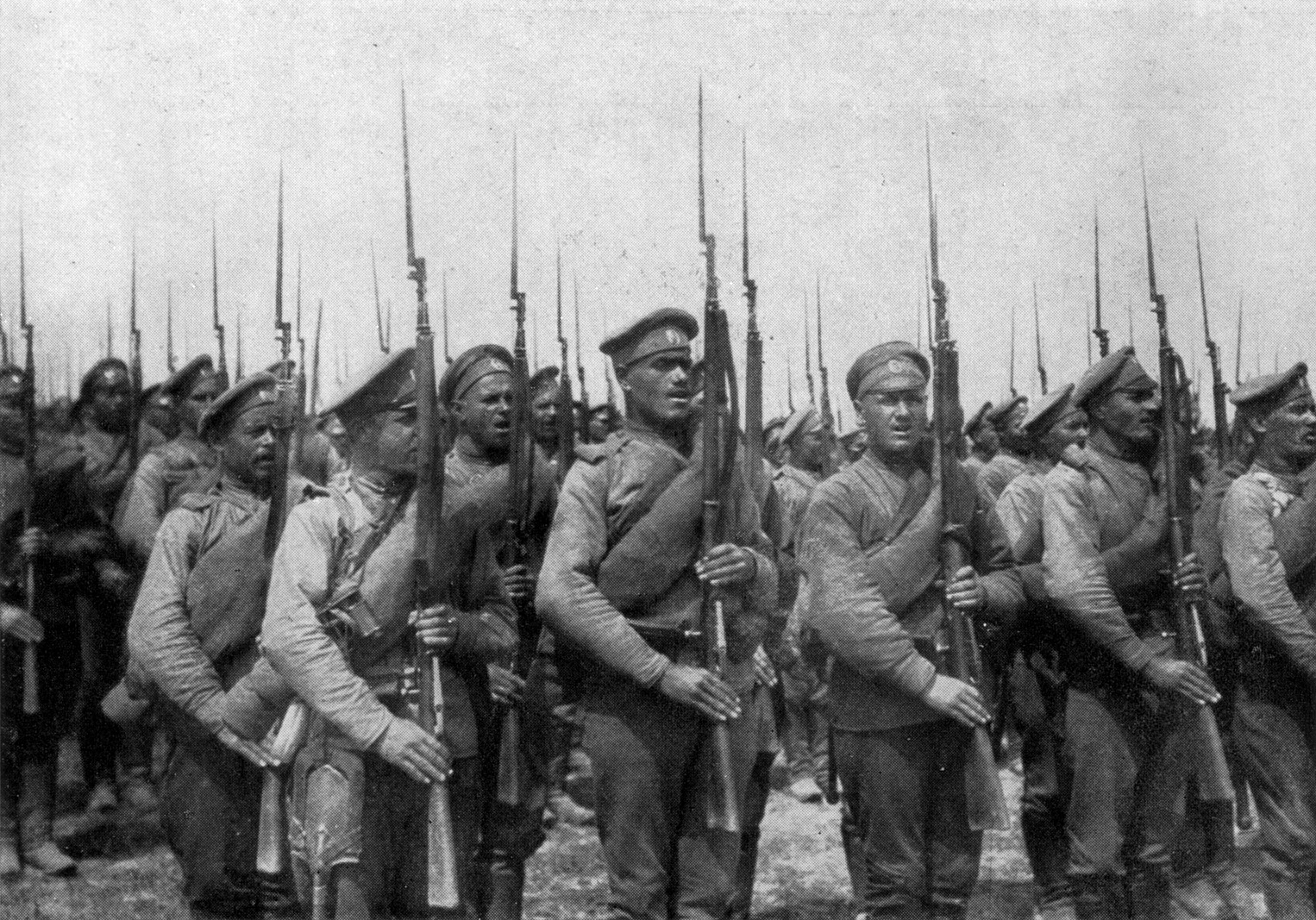
Ruská pěchota

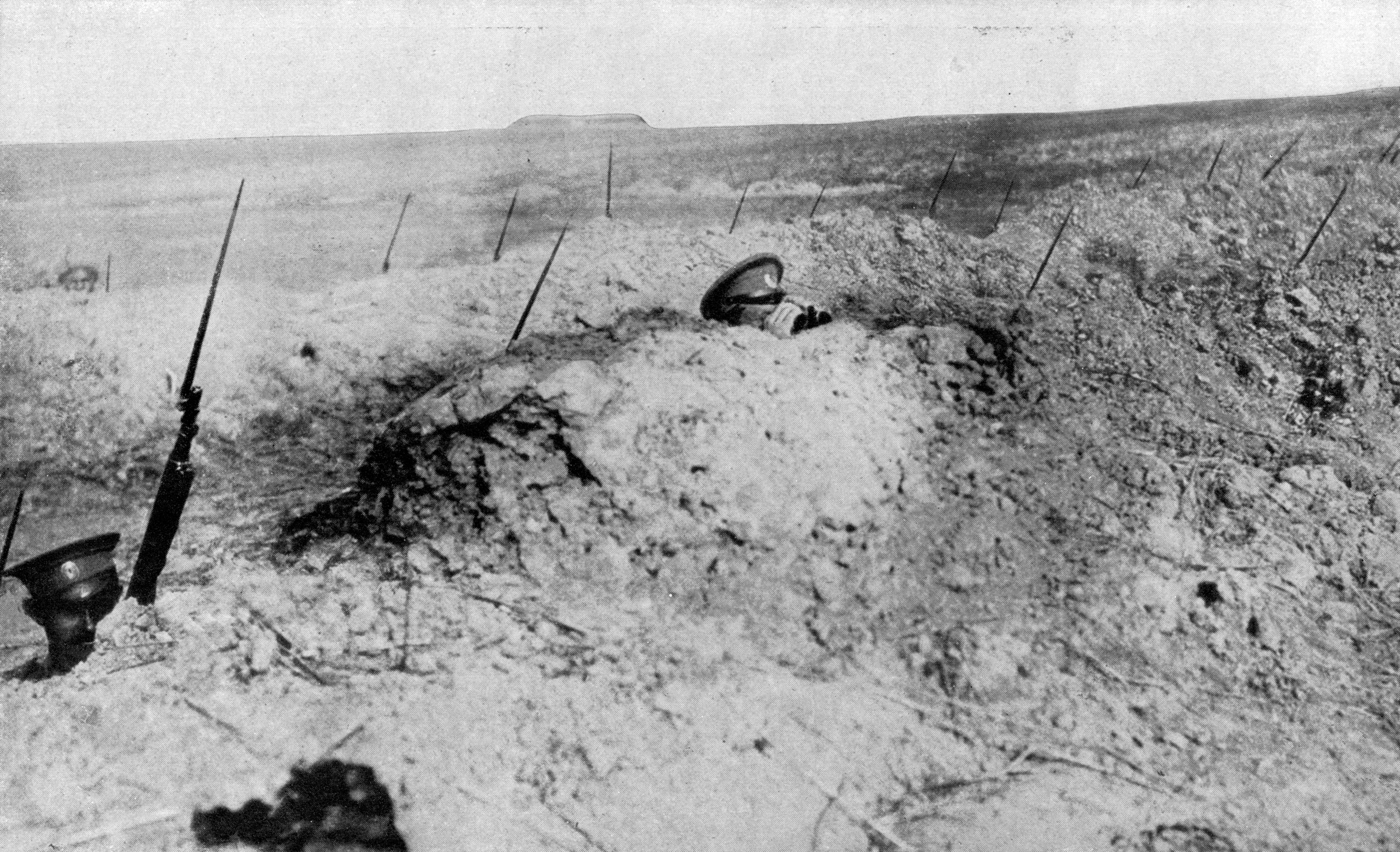
Ruská vojska připravena k útoku

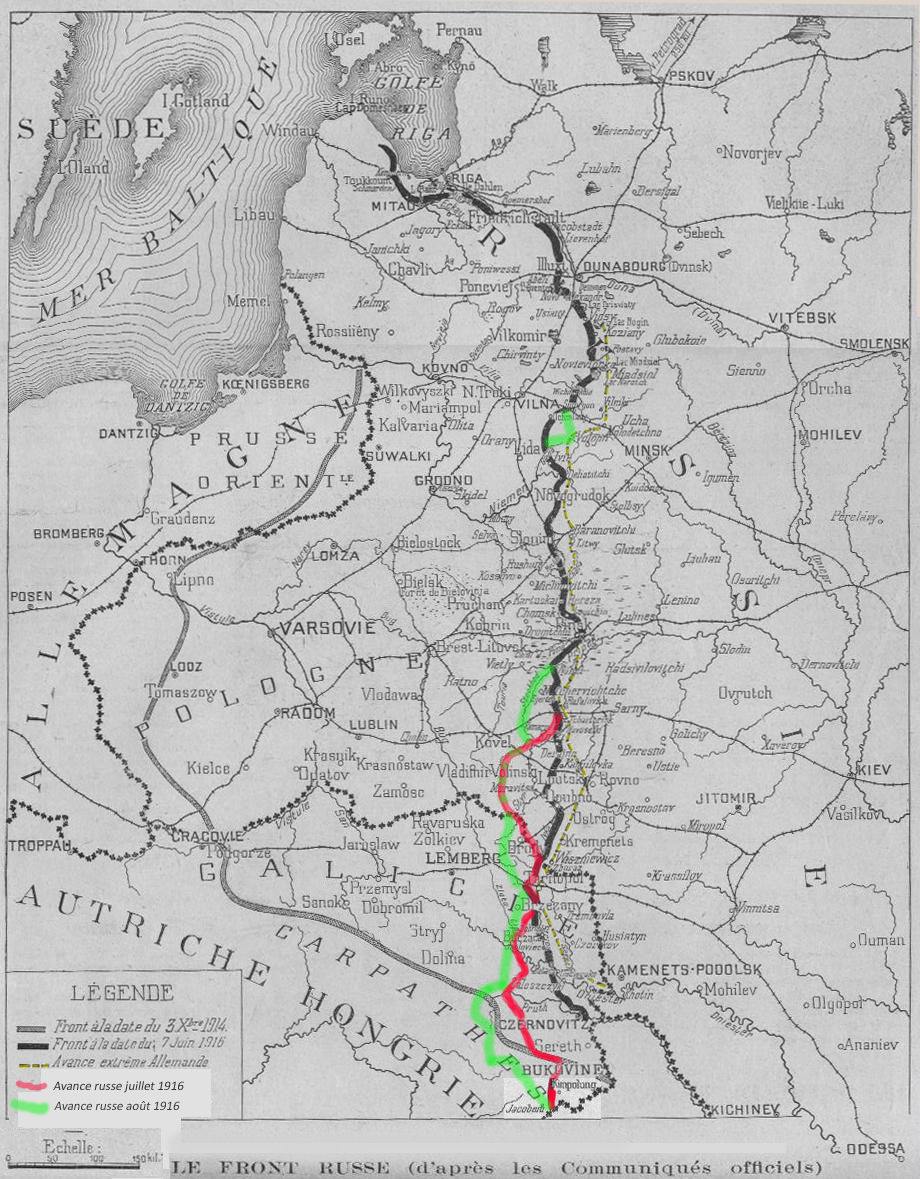
Východní fronta v roce 1916

Brusilovův den přišel 4. června 1916 ve 4:30 hodin, kdy začala na východní frontě ofenzíva, jež se měla stát poslední skutečně účinnou vojenskou akcí Ruska na evropské scéně. Tato akce, nesoucí ve vojenských dějinách Brusilovovo jméno, měla tak ohromující úvodní úspěch, že oživila nadšené sny o nezdolném a nelítostném ruském „parním válci“, snad největší a nejnebezpečnější legendě této války. Místo toho její dokonalý úspěch zazněl Rusku umíráčkem. Dohoda totiž tehdy upírala k Rusku všechny své naděje. Akce měla hlavně poutat síly centrálních mocností a odlehčit západní frontě. Brusilovova jižní skupina se měla původně striktně držet obrany, jelikož její fronta se k ofenzívě nehodila. Právě to však Brusilov považoval za důvod k ofenzívě – poněvadž tím vzniká možnost překvapení – a jako příčinu minulých neúspěchů uváděl, že ruské armády nepříteli umožnily využít jeho středová postavení, když neútočily společně. Výsledkem této diskuse bylo svolení, aby Brusilov jednal podle svého, a se silami, které měl, provedl ofenzívu na odvrácení pozornosti nepřítele od hlavního úderu, který byl plánován na severu.
Dělostřelecká palba, která se ozvala ve 4:30, se rozbouřila po celé jižní části východní fronty. Trvala nepřetržitě 6 hodin a na některých místech 45 hodin. Palba ruských děl byla velmi přesná neboť ruští vojáci znali dokonale terén. Rakouské dělostřelectvo palbu opětovalo, ale bez valného výsledku. Ruské zákopy byly zatím prázdné, protože ruské jednotky stály ještě ve výchozích postaveních a do útoku zatím nevyrazily. Kolem páté odpoledne podnikli Rusové několik bojových průzkumů, aby zjistili přesnost vlastní palby. Rakouská a německá děla spustila přehnanou palbu a toho chtěl Brusilov dosáhnout. Za obrovského zmatku, který zachvátil především Rakušany, je začali Rusové porážet. Rakouští pěšáci raději dobrovolně odcházeli do ruského zajetí. U Němců narazili na tužší odpor. Díky Brusilovově dokonalé přípravě a chladné úvaze se podařilo využít momentu překvapení.
5. června ruská osmá armáda přemohla rakouskou čtvrtou, která bránila město Luck, postupovala dál, aby obsadila toto komunikační středisko a zastavila se až šedesát pět kilometrů za výchozím postavením. Do zajetí padlo ohromné množství nepřátel. Sousedé osmé armády také postupovali, ale největší úspěch byl dosažen na jihu mezi řekou Dněstr a Karpaty, kde rakouská sedmá armáda byla rozražena na dvě části, ztratila 100 000 mužů, z větší části zajatých, a uprostřed června už jen ustupovala. Tímto průlomem na dvou místech fronty generál Brusilov dokázal stavce, že jeho taktika má úspěch. Franz Conrad von Hötzendorf byl tímto překotným vývojem událostí na frontě vyveden z míry. Nevěděl, co hodlá Brusilov dále podniknout. Tísnil ho i nedostatek střeliva a záloh. Hötzendorf musel přiznat, že rakouská fronta v Itálii se hroutí a že už nemá zálohy ani pro tuto frontu. Brusilovovy úspěchy přiměly náhle stavku k úvahám, jak využít generálova nenadálého postupu na jihozápadní frontě. Zatím generál Hötzendorf s obavami a vztekem očekával další Brusilovův úder. Pohroma, jakou dosud nezažil, přišla 6. června ráno. Její obětí se stala 4. rakouská armáda arcivévody Josefa Ferdinanda.
4. rakouské armádě velel generál Martiny. Arcivévoda Josef Ferdinand nechal rakouskou armádu svému osudu. Rakouští vojáci však nebyli po hrozném dni schopni boje. Vypukl šílený zmatek. Martiny ztratil kontrolu nad celou situací. Zavelel k ústupu. Josef Ferdinand byl proti a nařídil Martinymu, aby ústup okamžitě odvolal. Na vše už bylo pozdě. Rakušané se stáhli do města Luck. To sice Rusové dobyli, ale o tři dny později byli nuceni město vyklidit.
Ruský útok začal 7. června v 8 hodin ráno. Jeden z Brusilovových generálů Alexej Kaledin zaútočil nejprve na severní, později na jižní část předmostí. Rusové ostřelovali celé lucké předmostí a během dopoledne zahájili všeobecný útok. Rakouské a maďarské jednotky kladly Rusům jen chabý odpor. Panika mezi prchajícími Rakušany byla nepředstavitelná. Rusům se podařilo proniknout do Lucku a obsadit část předmostí.
Velitelství 4. armády vydalo ještě týž večer nový rozkaz, podle něhož nově rozmístilo všechny čtyři armádní sbory na západním břehu řeky Styru. Odpoledne 8. června překročily Kaledinovy jezdecké oddíly mosty přes Styr, ale už neútočily. Ve chvíli, kdy měl Brusilov vítězství téměř na dosah ruky, se však poprvé zadrhl tak dokonale fungující mechanismus jeho ofenzívy. Často byl později citován jeden jeho výrok: „Po zdařilém průlomu otevře se dobré pole působnosti našemu jezdectvu, podporovanému střelci a jezdeckým dělostřelectvem. Nařizuji tudíž, aby našeho četného jezdectva bylo plně využito.“ Generálovo jezdectvo sice Luck zaplavilo, ale z dosud neznámého důvodu se vůbec nepokusilo proniknout ke Kovelu, aby otevřelo Kaledinovým vojákům cestu a zůstalo v Lucku. Rakouská armáda se zatím stačila u Lucku zakopat a zákopy obehnat drátěnými překážkami. Brusilovova ofenzíva dostala první povážlivou trhlinu v době, kdy se po celém Rusku začaly šířit radostné zprávy o ohromném Brusilovově úspěchu. Alexejev znovu povolil generálu Evertovi, který stál na pravém křídle Brusilovovy armády, nový odklad ofenzívy až na 17. červen. Evertovo jednání bylo nepochopitelné. Brusilov musel spoléhat jen sám na sebe, na své vojáky a důstojníky. Jeho jméno budilo úctu spíše u Němců a Rakušanů.
Alexej Brusilov čekal, kde se zastaví všeobecný ústup rakouských vojsk na jihozápadním frontu, který byl zahájen 10. června. 14. června se Brusilov rozhodl provést novou ofenzívu. Tato ofenzíva připomínala ohromné tragické divadlo. Rozdrobila se na lokální útoky, prováděné hlavně v severní a jižní části jeho frontu. Povinností generála Brusilova bylo provést útok na linii Kobryň — Pružany. Brusilov měl sice dostat posily, ale málo vycvičené. 16. června 1916 generál Linsingen zahájil protiofenzívu proti Lucku.
Překvapení však přichystal nejen jemu, ale i stavce generál Platon A. Lešický na nejjižnější části Brusilovova jihozápadního frontu. V polovině června zaútočil na město Černovice a 19. června 1916 jej dobyl. Dále dobyl blízké vesnice obsazené do té doby Rakušany. Bez vědomí Brusilova se rozhodl dobýt a obsadit celou Bukovinu. Před sebou tlačil Rakušany směrem ke karpatským hřebenům. Evert odložil slíbený útok opět na neurčito. Byla vytvořena nová 4. armáda, která měla zaútočit na Vilno, aby 23. června mohl Brusilov konečně zaútočit na Kovel. Generál Brusilov si získal na obou stranách fronty uznání a úctu, nazývali ho novodobým Suvorovem. Přesvědčil svět o slabosti rakouské armády.
Brusilov začal pochybovat o smyslu dobytí Kovelu. Po rozbití 4. rakouské armády mohl ze západu obejít Luck, nepřipustit Linsingenovu ofenzívu a podél střední části jihozápadního frontu táhnout na Lvov. Ve svých Pamětech Brusilov později přiznal, že už se bál rozsáhlejšího přeskupování svých armád a koneckonců podlehl mínění stavky, které ležel Kovel na srdci. Začátkem července ruské armády severně od Pripjaťských bažin také zahájily ofenzívu, těžily z Brusilovova úspěchu a ze zmatku panujícího v rakouském a německém vrchním velení, dohadujícím se, kde nejlépe nasadit své velice řídké zálohy. Evertova ofenzíva proti německým jednotkám byla brzy zastavena, ale Brusilovova armádní skupina zužitkovala svůj červencový a srpnový úspěch až do září. 28. července byly zahájeny mohutné útoky ruských armád v oblasti kolem řeky Stochodu. V říjnu ruská ofenzíva pomalu dohasínala.

## Důsledky ofenzívy
Brusilovova ofenzíva měla především vliv na ruského vojáka. Jako jeden z mála ruských generálů měl Brusilov velmi citlivý vztah k řadovému vojáku. Ve svých Pamětech dostatečně popsal, jakým utrpením musel voják carské armády projít: „Začali jsme si také stěžovat na nedostatek oděvů, obuvi a výstroje a nakonec začala být nedostatečná i strava. Byli jsme nuceni svou technickou zaostalost v nástrojích nahrazovat zbytečnou krví, kterou jsme hojně zalévali bojiště, nemajíce jiných prostředků boje. Armády, které v roce 1916 projevily zázraky statečnosti a neomezené oddanosti Rusku, spatřily jako výsledek svých bojů žalostný konec, který přičítaly nerozhodnosti a neschopnosti nejvyššího velení. Temné jitření všech myslí v zázemí mimoděk se odráželo na frontě a lze říci, že v únoru 1917 celá armáda byla připravená k revoluci, na jedné frontě více, na druhé méně. Hesla vydaná později bolševiky „za dělnicko - rolnickou vládu” a „pryč s kapitalistickými měšťáky” byla lidu zcela srozumitelná a přijatelná. Spravedlivě znova řeknu, že dosud nedovedu pochopit kadetů, menševiků a eserů, kteří vzájemně se požírali, zápasili o vládu a horlivě bořili základy, na kterých, jak se domnívali, pevně seděli. Ať to bylo jakkoli, konali jsme dál svou těžkou práci.“
Přesto Brusilovova ofenzíva byla co do měřítka, kterým se zvažoval úspěch pěšího válčení za první světové války, největším vítězstvím, k jakému na kterékoliv frontě došlo od doby, kdy byly před dvěma lety na Aisně vykopány zákopové linie. Brusilovova ofenzíva se stala jednou z klíčových událostí války. Svým rozsáhlým útokem podstatně odlehčila italské frontě, zabránila odsunu německých jednotek k Verdunu a později na Sommu, ovlivnila rozhodnutí Rumunska připojit se k dohodovým státům, ochromila všechna rozhodnutí centrálních mocností, která se týkala mimoruských bojišť, protože na sebe po dlouhou dobu vázala značné rakouské a německé síly, podlomila citelně morálku rakouské armády a uspíšila její dokonalý rozpad.
Operace Brusilovova frontu způsobila největší porážku centrálním mocnostem od vypuknutí války. Rakouská a německá vojska byla nucena ustoupit o 60 a místy až 120 km. Od 4. června do 31. srpna ztratila celkem 614 000 mužů,[zdroj?] z toho bylo 327 000 padlých a nezvěstných. Za Brusilovovy ofenzívy padlo 800 000 ruských vojáků, což podstatnou měrou přispělo k mohutnému vzepětí revoluční vlny v ruské armádě a lidu.